# Thaumatine
La thaumatine, ou plutôt les thaumatines, désigne une famille de protéines au goût sucré présente dans le fruit du Katemfe, un arbre originaire de la forêt tropicale africaine. Elle est utilisée mondialement dans l’alimentation humaine et la pharmacologie comme édulcorant, exhausteur de goût ou masqueur d’amertume. C’est l'édulcorant naturel ayant le pouvoir sucrant le plus élevé : il est estimé entre 2 000 et 3 000 fois plus sucré que le saccharose (sucre de table) à poids égal.

## Source
La thaumatine fait référence au mélange de deux protéines extraites des graines du fruit du Thaumatococcus danielli (Benth), connu sous le nom de Katemfe. Le Katemfe est originaire de la forêt tropicale africaine et pousse sur une grande étendue englobant plusieurs pays comme le Ghana, la Côte d’Ivoire, le Togo, la Sierra Leone ou encore le Nigeria. Les thaumatines sont contenues dans l’arille des graines du fruit mûr.
Des protéines de structure similaire à la thaumatine ont été retrouvées dans plusieurs espèces diverses, telles que le riz (Oryza sativa) et le Caenorhabditis elegans (un métazoaire).

## Rôle biologique
La production de la thaumatine semble être une réponse biologique aux attaques par un pathogène viroïde car plusieurs homologues de la thaumatine ont montré des inhibitions significatives in vitro de plusieurs champignons. 

## Histoire
Le premier témoignage d’utilisation du fruit du Katemfe provient d’un chirurgien de l’armée britannique, W.F. Danielli, en poste dans l’Afrique de l’Ouest au cours de la décennie 1840. Il rapporta que les indigènes utilisaient le fruit pour améliorer la qualité gustative des fruits acides et d’un vin de palme. Le nom latin de l’arbre fut par la suite donné par le naturologue George Bentham d'après le nom du chirurgien : Thaumatococcus danielli.
Les populations du Ghana, de la Côte d’Ivoire, du Togo, de la Sierra Leone et du Nigeria, cultivent le fruit et utilisent ses graines depuis des décennies pour sucrer les aliments et les boissons.
Dans les années 1970, l’entreprise Talin Food commença l’extraction de la partie sucrée du fruit et la commercialisa sous le nom de Talin comme édulcorant intense. Les fruits utilisés proviennent des arbres de la Côte d’Ivoire.
En 1972, les chercheurs d’Unilever isolent et identifient les deux protéines responsables du goût sucré qu’ils nommèrent thaumatine I et thaumatine II.
Par la suite, en 1984, quatre autres protéines naturelles homologues de la thaumatine ont été mises en évidence et nommées thaumatines III, a, b et c. Cependant, le nom générique thaumatine réfère à la mixture des homologues I et II, qui sont les composés les plus abondants dans la graine.
En 1985, le Comité mixte FAO/OMS d'experts des additifs alimentaires (JECFA) a établi l’innocuité de la thaumatine.
De nos jours, l’entreprise Naturex ayant racheté Overseal, c'est elle qui commercialise le Talin, toujours à partir d'extraits du fruit.

## Structure
Les thaumatines I et II, prédominantes dans les graines, possèdent un poids moléculaire de 22 kDa, soit 2 fois plus gros que les protéines sucrantes mabinlines (12 kDa). La thaumatine comme composé chimique possède le numéro CAS 53850-34-3 .

### Primaire
Les thaumatines I et II, constituées d’une chaîne de 207 acides aminés, sont très similaires et ne diffèrent que sur 5 acides aminés : en position 46 (N au lieu de K), 63 (S au lieu de R), 67 (K au lieu de R), 76 (R au lieu de Q) et 113 (N au lieu de D).
| Acide aminé      | Quantité |
| ---------------- | -------- |
| Acide Aspartique | 22       |
| Thréonine        | 20       |
| Sérine           | 14       |
| Acide Glutamique | 10       |
| Proline          | 12       |
| Glycine          | 24       |
| Alanine          | 16       |
| Cystéine         | 16       |
| Valine           | 10       |
| Méthionine       | 1        |
| Isoleucine       | 8        |
| Leucine          | 9        |
| Tyrosine         | 8        |
| Phénylalanine    | 1        |
| Lysine           | 11       |
| Arginine         | 12       |
| Tryptophane      | 3        |
| Total            | 207      |

| TI 1 ATFEIVNRCS YTVWAAASKG DAALDAGGRQ LNSGESWTIN VEPGTNGGKI TII 1 ATFEIVNRCS YTVWAAASKG DAALDAGGRQ LNSGESWTIN VEPGTKGGKI TI 51 WARTDCYFDD SGSGICKTGD CGGLLRCKRF GRPPTTLAEF SLNQYGKDYI TII 51 WARTDCYFDD SGRGICRTGD CGGLLQCKRF GRPPTTLAEF SLNQYGKDYI TI 101 DISNIKGFNV PMNFSPTTRG CRGVRCAADI VGQCPAKLKA PGGGCNDACT TII 101 DISNIKGFNV PMDFSPTTRG CRGVRCAADI VGQCPAKLKA PGGGCNDACT TI 151 VFQTSEYCCT TGKCGPTEYS RFFKRLCPDA FSYVLDKPTT VTCPGSSNYR TII 151 VFQTSEYCCT TGKCGPTEYS RFFKRLCPDA FSYVLDKPTT VTCPGSSNYR TI 201 VTFCPTA TII 201 VTFCPTA |
| Séquences des acides aminés des protéines sucrantes Thaumatine I (TI) et thaumatine II (TII). |

### Secondaire
Les thaumatines I et II possèdent 4 hélices alpha et 11 brins bêta.
La chaîne peptidique contient 8 ponts disulfures internes, responsables de sa remarquable stabilité à la chaleur.
| Pont numéro | Position de départ | Position d’arrivée |
| ----------- | ------------------ | ------------------ |
| 1           | 9                  | 204                |
| 2           | 56                 | 66                 |
| 3           | 71                 | 77                 |
| 4           | 121                | 193                |
| 5           | 126                | 177                |
| 6           | 134                | 145                |
| 7           | 149                | 158                |
| 8           | 159                | 164                |

### Tertiaire

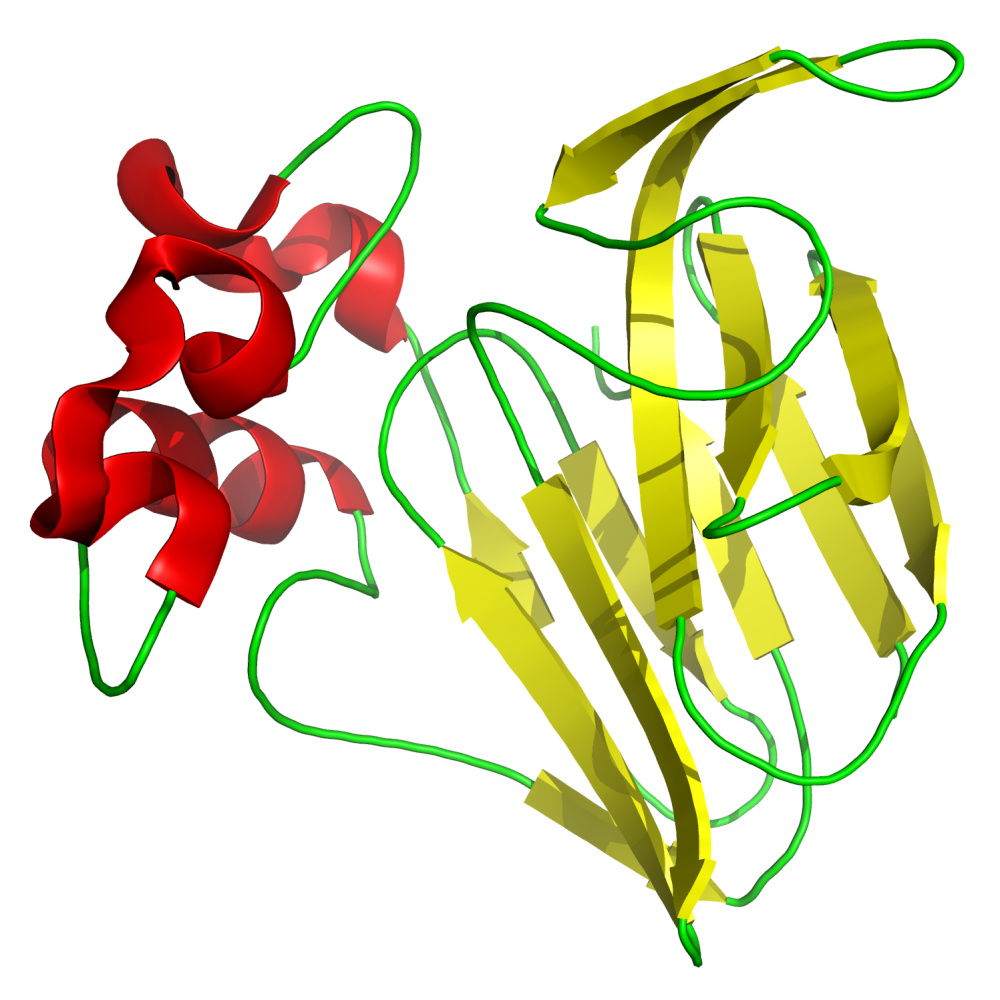
Image en 3 dimension de la protéine Thaumatine-I

La structure tertiaire de la thaumatine se compose de trois domaines distincts : 
- 11 brins bêta dans le feuillet bêta (1-53, 85-127 et 178-207, domaine I)
- une région plus importante riche en ponts disufures (128-177, domaine II).
- une région riche en ponts disufures (54-84, domaine III).

## Propriétés

### Goût sucré
La thaumatine possède un goût très sucré, propriété inhabituelle chez les protéines, mais connue. En effet, d’autres protéines (voir tableau ci-dessous) ayant une capacité sucrante ont été identifiées ; la thaumatine est cependant la plus sucrée. 
| Protéine | Thaumatine  | Monelline | Mabinline | Pentadine | Brazzéine | Curculine | Miraculine |
| --- | ----------- | --------- | --------- | --------- | --------- | --------- | ---------- |
| Pouvoir sucrant a | 1 600-3 000 | 3 000     | 100-400   | 500       | 500-2 000 | 550       | 0 b        |
| a : Pouvoir sucrant comparé au sucre (sucre = 1) à poids égal. b: Pas sucré dans l'eau, seulement en présence d'acide. |             |           |           |           |           |           |            |

Son pouvoir sucrant est estimé entre 1 600 et 3 000 plus intense que le saccharose (sucre de table) à poids égal,.
| Concentration de sucre | Pouvoir sucrant à poids égal. |
| ---------------------- | ----------------------------- |
| 0,6 %                  | 5 500                         |
| 5 %                    | 3 500                         |
| 6 %                    | 3 000                         |
| 7 %                    | 1 600                         |
| 7 %                    | 3 000                         |
| 8 %                    | 2 500                         |
| 10 %                   | 2 000,                        |
| 15 %                   | 1 800                         |

Si, par convention, il est reconnu que la thaumatine est 3 000 fois plus sucrée que le sucre, il faut cependant garder en mémoire que cette valeur évolue en fonction du pourcentage. Comme montré dans le tableau ci-dessous, plus la concentration de sucre (poids/volume) est élevée, plus le pouvoir sucrant de la thaumatine diminue.
La perception du sucré augmente linéairement avec l’augmentation de la concentration.
La perception du sucré est plus tardive et perdure plus longtemps que celle du sucre. Elle est similaire au profil de la monelline, cependant le goût sucré persistant en bouche pourrait être considéré comme inacceptable par les consommateurs.
Mélangé avec d’autres édulcorants tels que la saccharine, l’acésulfame potassium, les stéviosides, ou bien xylitol, la thaumatine démontre des propriétés de synergie et une réduction de son goût persistant.
Utilisé à de faible concentration (de 0,5 à 4 ppm), la thaumatine est un parfait exhausteur de goût et masqueur d’amertume.

### Propriété physique
Le point isoélectrique des thaumatines est de 12.
La thaumatine est très stable à la chaleur en milieu acide, mais elle ne l’est pas en milieu alcalin. En effet, après 4h passées à 80 °C et pH 2, ou bien à pH 4 pendant 2 h, la protéine est toujours sucrée. Par contre, après 15 minutes à pH 7 toujours à 80 °C, la protéine a perdu son goût sucré.
Sa remarquable stabilité à la chaleur et à la pression, due à la présence de 8 ponts disulfures, permet son utilisation dans une variété de procédés alimentaires (UHT, pasteurisation, cuisson et extrusion).
La protéine est très soluble dans une large variété de liquides et solvants.
Elle est très soluble dans l’eau, jusqu’à 20 % (pourcentage massique) à pH 3. Elle est soluble jusqu’à 5%m dans l’éthanol à 60 % et le propylène glycol. La dissolution dans de l’éthanol plus concentré (jusqu’à 90 %) est aussi possible quand la protéine est pré-hydratée. La protéine est aussi soluble dans le glycérol et les sucres alcools.Elle est cependant insoluble dans l'acétone.
En tant que protéine, la thaumatine est considérée comme non cariogène. Elle est métabolisée et ingérée aussi vite que l'albumine de l'œuf, une fois ingérée par le corps sous forme d’acides aminés.

Elle produit 4 kcal/g comme n’importe quelle autre protéine ; cependant l’apport calorifique est négligeable au vu de son niveau d’utilisation très faible (0,5 à 10 ppm) dans l’alimentation.

## Usage alimentaire
La matière issue du végétal comporte quelques problèmes concernant la qualité et surtout la quantité : les aléas climatiques ne permettent pas une production stable et ne répondent pas toujours à la demande.

Le Comité mixte FAO/OMS d'experts des additifs alimentaires (JECFA), qui a évalué la toxicité de la thaumatine, a établi en 1985 son innocuité, lui attribuant une dose journalière admissible (DJA) non spécifiée. Cela signifie que cette substance peut être utilisée selon le concept des bonnes pratiques de fabrication (BPF).
La thaumatine fait partie de la Liste III du Codex General Standard for Food Additives (GSFA), autorisant son utilisation dans tous les aliments, sauf exception, en accord avec les BPF.

### USA
La Flavor and Extract Manufacturers Association (FEMA) a attribué le statut GRAS (Generally recognized as safe) à la thaumatine (numéro 3732) pour son utilisation dans plus de 30 catégories d’aliments (par exemple dans les boissons alcoolisées, son utilisation est limitée à 25 ppm). Dans ces applications, la thaumatine apparaît sur la liste des ingrédients comme « Arôme naturel ».

### Europe
La thaumatine est autorisée comme additif alimentaire dans l'Union européenne (numéro E957) . Principalement comme exhausteur de goût dans les chewing-gums avec sucres ajoutés (au maximum 10 mg/kg) et dans les desserts laitiers et non laitiers (au maximum 5 mg/kg) (arôme naturel). Et comme édulcorant dans les boissons aromatisées sans alcool à base d’eau (au maximum 0,5 mg/l).

### Le reste du monde
L'utilisation de la thaumatine est autorisée dans l'alimentation comme édulcorant en Israël, au Canada, en Australie et en Afrique du Sud.
Le ministère de la santé au Japon autorise l'utilisation de la thaumatine comme un additif alimentaire sans danger et son dosage n'est pas limité.

## Production
À travers le monde, il existe plusieurs producteurs de thaumatines, les plus connus étant Naturex en Europe commercialisant Talin (mélange de thaumatines I & II) et le producteur Japonais San-Ei Gen FFI commercialisant Sunsweet T (mélange de thaumatines I & II).

### Extraction
L'extrait de thaumatine est purifié par ultrafiltration sélective ; cependant un résidu organique non protéique reste dans le produit commercialisé. Le résidu se constitue principalement d'arabino-galactans et d'arabinoglucuronoxylan polyosides, ces deux éléments sont des constituants présents dans les gommes et mucilages de plantes.

### Purification
La thaumatine I peut être purifiée à partir d'un extrait de pulpe de fruit par une chromatographie à échange d'ion suivie par une filtration par chromatographie sur gel.